# Terentianus Maurus
Terentianus Maurus, som troligen levde mot slutet av 100-talet, var en romersk grammatiker från Afrika.
Terentianus Maurus författade en lärobok på vers, De litteris, de syllabis, de metris ("Om bokstäver, stavelser och versmått; editio princeps 1497, sedan flera upplagor). Den tredje avdelningen, som behandlar versmåtten, vart och ett i dess egen versart, är den viktigaste. Författaren ådagalägger särskilt i denna del mycken sakkunskap och ledighet i formen, och hans citat från äldre och yngre litteratur har ett visst värde.